# Rostov-na-Donus stift
Rostov-na-Donus stift (ryska: Ростовская-на-Дону епархия; translitteration: Rostovskaja-na-Donu eparhija; kyrkslaviska: Росто́вскаѧ-на-Донꙋ є҆па́рхїѧ) är ett stift i den Rysk-ortodoxa kyrkan som håller till i den västra delen av Rostov oblast, i sydvästra Ryssland.

## Historik
Historian om stiftet börjar officiellt den 5 april 1829, då det bildades ett självständigt stift i städerna Novotjerkassk och Georgijevsk (skilt från Voronezjs stift). År 1842, när ett separat stift i Kaukasus etablerades, bytte stiftet i Novotjerkassk och Georgijevsk namn till stiftet ''Don och Novotjerkassk''.
1911, på initiativ av invånarna i staden Taganrog, som ligger i Rostov oblast, grundades ett vikariat i det nutida ukrainska stiftet Dnipros stift. Vid ett kyrkoråd som ägde rum 1919 togs frågan upp om skapa ett självständigt stift, vilket också godkändes.
Den första biskopen som utnämndes var Arsenyj Smolenets.
Den 27 juli 2011 bestämde den Rysk-ortodoxa kyrkans heliga synod det att Volgodonsks och Sjachtys stift skulle separeras från Rostov-na-Donus stift.

## Bilder

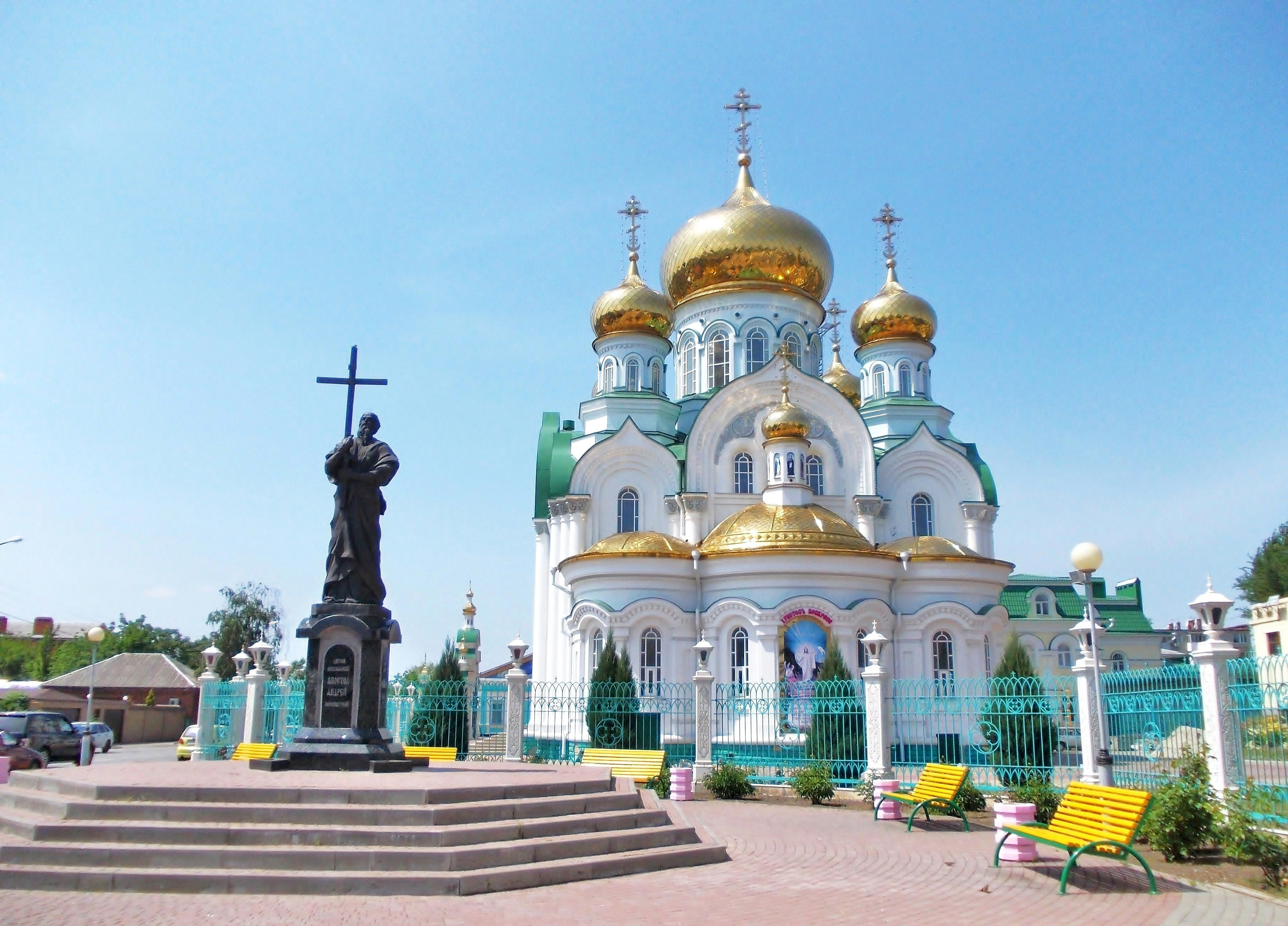
Den livgivande Treenighetens kyrka i Batajsk.